# Diana Chelaru
Diana Maria Chelaru (Oneşti, 15 de agosto de 1993) é uma ginasta romena que compete em provas de ginástica artística.

## Carreira
Chelaru começou a treinar ginástica no CSS Oneşti Club junto com os treinadores Elena Dragomir, Octavian Teodoru e Ioana Dragomir. Em 2005 ela se juntou a equipe nacional júnior e passou a ser treinada pelos treinadores Aurica Nistor, Lacramioara Moldovan, Cristian Moldovan, Carmen Bogasiu, Ingrid Istrate e Daniel Nistor. Ela mudou-se para o Deva National Training Center em 2008.
Ela debutou em competições internacionais sênior no Campeonato Europeu de Ginástica Artística de 2009. Ela conseguiu a 14ª posição na fase qualificatória do individual geral. Depois ela competiu no Glasgow Grand Prix conquistando a sexta posição no solo, a sétima no salto e a oitava nas barras assimétricas. Sua primeira experiência em Campeonatos Mundiais veio no Campeonato Mundial de 2009 em Londres. Ela terminou na 15ª posição na qualificação do solo e do salto. Ela encerrou seu primeiro ano como sênior ganhando a medalha de bronze do individual geral no Blume Memorial, a prata do individual geral no Arthur Gander Memorial e a décima posição no Swiss Cup.
Em maio de 2010 ela teve uma boa exibição no Campeonato Europeu contribuindo para ajudar a equipe romena a conquista a medalha de bronze. Individualmente, ela conquistou a medalha de bronze no solo e terminou na quarta posição no salto. Em setembro ela competiu na Copa do Mundo em Gante onde ganhou a medalha de prata no salto e a quinta posição no solo. Depois foi selecionada para a seleção nacional que iria disputar o Campeonato Mundial de 2010 em Roterdã. Ela ajudou a conquistar a quarta posição na competição por equipes com performances no solo e salto. Individualmente, ela terminou na sétima posição no salto e conquistou a medalha de prata empatada com a russa Aliya Mustafina.

## Principais resultados
| Ano  | Evento                                    | AA | Equipe            | Salto sobre o cavalo | Trave            | Barras assimétricas | Solo              |
| ---- | ----------------------------------------- | -- | ----------------- | -------------------- | ---------------- | ------------------- | ----------------- |
| 2010 | Campeonato Europeu                        |    | Medalha de bronze | 4º                   |                  |                     | Medalha de bronze |
| 2010 | Copa do Mundo – Gante                     |    |                   | Medalha de prata     |                  |                     | 5º                |
| 2010 | Campeonato Mundial de Ginástica Artística |    | 4º                | 7º                   |                  |                     | Medalha de prata  |
| 2011 | Copa do Mundo – Paris                     |    |                   | Medalha de bronze    | Medalha de prata |                     |                   |
| 2011 | Campeonato Europeu                        | 4º |                   |                      |                  |                     | Medalha de prata  |
| 2012 | Jogos Olímpicos                           |    | Medalha de bronze |                      |                  |                     |                   |